# Glaphyropteridopsis sichanensis
Glaphyropteridopsis sichanensis là một loài thực vật có mạch trong họ Thelypteridaceae. Loài này được Y.X. Ling mô tả khoa học đầu tiên năm 1999.